# 勿来町
勿来町（なこそまち）は福島県いわき市（勿来地区）の大字。本項では同地域にかつて存在した石城郡勿来町についても記す。
郵便番号は旧・石城郡勿来町の旧7大字にそれぞれ付与されており、979-0141 - 979-0147となっている。

## 地理
いわき市南東部、常磐線勿来駅周辺および西方一帯にあたる。東で菊多浦に面し、西で瀬戸町・山玉町、北で錦町・三沢町、南で茨城県北茨城市平潟町・関本町関本中・関本町関本上・関本町富士ヶ丘に接する。東端を国道6号、中央を茨城県道・福島県道10号日立いわき線が縦貫し、北端を国道289号が通過する。西端を常磐自動車道が縦貫するが、最寄りのいわき勿来インターチェンジは三沢町に所在する。
基本的に旧市町村名を冠するいわき市の大字にあって、旧・勿来市域は勿来を冠さず、旧自治体をもって1大字を形成する形となっている。いわき市の統計や日本郵政、国土交通省による自動車登録コード等では当町においても旧勿来町域を一つの大字として扱い、旧大字名（窪田、酒井、白米、大高、四沢、関田、九面）は小字の冠称とされ、それぞれに郵便番号が付与されているが、デジタル庁町字マスターデータセット上では旧大字名がそれぞれ別の大字として扱われており、地図検索サイトなどでも各社扱いはまちまちである。勿来町域内の詳細については各大字記事を参照の事。
- 勿来町窪田
- 勿来町酒井

- 勿来町白米
- 勿来町大高

- 勿来町四沢
- 勿来町関田

- 勿来町九面

### 山
- 犬飼山

### 河川
- 蛭田川

※蛭田川

## 歴史

### 沿革
- 幕末時点では菊多郡に所属し、以下の7村が存在した。
  - 棚倉藩領 - 窪田村、四沢村、白米村、九面村
  - 磐城平藩領 - 関田村
  - 旗本土方氏知行・棚倉藩領 - 酒井村、大高村
- 1869年（明治2年）
  - 8月7日 - 旗本領が白河県の管轄となる。
- 1871年（明治4年）
  - 7月14日 - 廃藩置県により藩領が棚倉県・磐城平県となる。
  - 11月2日 - 第1次府県統合により平県の管轄となる。
  - 11月29日 - 平県が磐前県に改称。
- 1876年（明治9年）8月21日 - 第2次府県統合により福島県の管轄となる。
- 1889年（明治22年）4月1日 - 町村制の施行により、上記7村の区域をもって窪田村（くぼたむら）が発足。
- 1896年（明治29年）4月1日 - 所属郡が石城郡に変更。
- 1925年（大正14年）5月1日 - 町制施行・改称して勿来町となる。
- 1955年（昭和30年）4月29日 - 勿来町が植田町・錦町・川部村と合併して勿来市が発足。自治体としての勿来町は廃止。
- 1966年（昭和41年）10月1日 - 勿来市が磐城市・内郷市・常磐市・平市・石城郡小川町・遠野町・四倉町・川前村・田人村・三和村・好間村・双葉郡久之浜町・大久村と合併していわき市が発足。

## 交通

### 鉄道路線
- 東日本旅客鉄道
  - 常磐線
    - 勿来駅

### バス
- 新常磐交通
  - いわき中央営業所
    - 早稲田 - 金山 - 植田駅前 - 植田本町 - 勿来支所 - 勿来駅前
    - 植田駅前 - 植田本町 - 勿来支所 - 呉羽病院前 - 勿来駅前 - 高校前 - 窪田酒井原 - 白米団地 - 川部 - 沼部 - 御宝殿前 - 勿来支所 - 植田本町 - 植田駅前・川部循環
    - 勿来駅前 - 高校前
    - 植田駅前 → 磐農前 → 勿来工業前

### 道路
- 常磐自動車道（いわき勿来インターチェンジは隣接する三沢町に所在）
- 国道6号
- 国道289号
- 茨城県道・福島県道10号日立いわき線
- 福島県道56号常磐勿来線

### 港湾
- 勿来漁港

## 施設
- 福島県立勿来高等学校
- いわき市立勿来第一中学校
- いわき市立勿来第二中学校
- いわき市立勿来第一小学校
- いわき市立勿来第二小学校
- いわき市立勿来第三小学校
- 勿来リズム学園幼稚園
- 千鳥幼稚園
- 窪田保育所
- 勿来郵便局
- 勿来酒井郵便局
- 白米団地
- ハートフルなこそ
- 日本製紙勿来工場
- 日本紙パック勿来フィルム工場（日本製紙構内）
- 日本トーカンパッケージ福島工場
- MARUWA QUARTZ いわき工場
- 國魂神社（菊田御霊神社）
- 津神社
- 砂山権現神社
- 正一位稲荷神社
- 秋葉神社
- 伊勢両宮神社
- 栗嶋神社
- 北野天神社
- 大山祇神社
- 山の神宮
- 北野神社
- 田神社
- 菊田神社
- 清水神社
- 八坂神社
- 蔵皇神社
- 狐塚稲荷神社
- 白山姫神社
- 滝沢不動尊奥の院
- 松山寺
- 安養寺
- 勝楽寺
- 勿来TAIGAカントリークラブ
- 五浦庭園ゴルフクラブ

町域外にも「勿来」を称する施設は多いが、それらは旧・勿来市を指す。

## 名所・旧跡・観光スポット・祭事・催事
- 勿来関
- 勿来の関公園
- 勿来海水浴場
- 太平洋健康センター勿来温泉関の湯
- 白米鉱泉つるの湯